# 法明頓大學
法明頓大學（英語：University of Farmington）是由美國移民及海關執法局（ICE）在2015年於密西根州虛設的大學。本大學實際上是為了美國國土安全部發起代號為「文凭追捕」（Paper Chase）的執法行動而專門設立的，目的在曝光學生簽證詐欺行為，大約有600名學生涉入此案。
本次行動隨著2019年1月30日底特律新聞報報導美國國土安全部與移民及海關執法局逮捕8名印度籍的學校仲介人員而公開。這則報導中，這些仲介人員被控以簽證詐欺和藏匿外籍人士謀利，他們替學校招募學生，並獲得至少250,000美元報酬。此外，130名在各地的學生（129名為印度籍且大部份為泰盧固人，另1名為巴勒斯坦籍）因違返移民法規被逮捕，若被定罪可能被驅逐出境。
檢察官表示，學生們只為了維持學生簽證身份以留在美國而「就讀」此大學，即使了解他們並不會上任何課程、得到學分，或在獲得學術學位上有任何進展。

## 學校概述

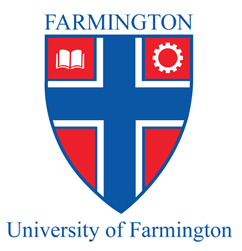
法明頓大學的另一個校徽

法明頓大學的總部位於密西根州法明頓山，在西北公路（Northwestern Highway）往北過因克斯特路（Inkster Road）後一個辦公大樓的地下室。本校網站宣稱「提供學生世界上獨特的教育經驗」，並列出學術課程與相關細節。網站上並宣稱本校由密西根州許可和監管事務部與美國職業學校和學院認證委員會（ACCSC）認證，並顯然得到外國學生和訪問學者計劃授權以招收外籍學生。印度時報表示想申請此學校的學生無法從學校網站分辨學校真偽。
本校沒有教師或實際課程，每年大學部學費為8,500美元，明顯比其他美國大學低。

## 反應
在同大樓上班的麥特·弗里德曼（Matt Friedman）表示，法明頓大學沒有教室，他也沒看過有人進出大學的總部。其他在同大樓上班的人懷疑檢察官「學生蓄意騙取簽證」的說法，並堅稱他們曾看到背著背包的學生詢問有關此大學的資訊，並焦急地尋找學校的行程或管理人員。
執業於亞特蘭大的移民律師拉維·孟南（Ravi Mannam）批評這次執法行動有誤導性，並譴責政府用非常有問題且令人不安的方法使外國學生進入此大學，因為有些學生懷著將在合法學校修習的憧憬。其他印度媒體亦有類似的掛念。
印度政府發出外交照會，要求立即釋放被逮捕的學生，且不要將他們驅逐出境。在印度領事館的介入下部份學生被釋放，領事館並為此事件設立救助電話。

## 內部連結
- 北紐澤西大學：2013年－2016年由美國國土安全部虛設的大學
- 文憑工廠
- 美國的文憑工廠（英语：Diploma mills in the United States）

## 外部連結
- 法明頓大學網站，2019年2月13日查閱時學校宣佈關閉
- 網站時光機上在學校仍運作時的存檔